# 車屋紳太郎
車屋 紳太郎（くるまや しんたろう、1992年4月5日 - ）は、熊本県熊本市東区出身のプロサッカー選手。Jリーグ・川崎フロンターレ所属。ポジションはディフェンダー（左サイドバック、センターバック）、ミッドフィールダー（左ウイングバック）。元日本代表。

## 来歴
兄の影響で5歳の時にサッカーを始め、小学校4年からは谷口彰悟の誘いで熊本ユナイテッドSCでプレー。中学校時代は長嶺中学校サッカー部に所属した。2011年、大津高校を経て筑波大学へ進学。風間八宏監督の下で1年時からレギュラーに定着し、関東大学サッカーリーグ戦で新人賞を受賞した。3年生の夏には第27回夏季ユニバーシアードにユニバーシアード日本代表として出場し、銅メダル獲得に貢献。4年時は蹴球部の副将を務める。
2014年4月、複数クラブとの競合の末に2015年から川崎フロンターレへの入団が内定した。在学中の同年5月、川崎に特別指定選手として選手登録された。
2015年は開幕からレギュラーの座を掴み、3月に日本代表のバックアップメンバーに初選出（正式選出はなし）。本職のサイドバックだけでなくセンターバック、3バックの一角としてもプレー。
2016年、2ndステージの湘南戦でプロ初ゴールを上げるなど、主力として活躍。
2017年より背番号が「7」に変更され、筑波大学で付けていた番号となった。9月28日、キリンチャレンジカップに挑む日本代表のメンバーに初選出され、10月10日のハイチ戦で代表デビューを果たし、後半アディショナルタイムの香川真司の同点弾をアシストした。
リーグでは全試合に先発出場し8アシストするなど主力として活躍し、川崎の初優勝に貢献。Jリーグアウォーズではベストイレブンに選出された（本職の左サイドバックとしてではなく、サブポジションであるセンターバックとして選出されている）。
2018年もレギュラーとしてリーグ戦31試合に出場。奈良竜樹が不調で一時先発を外れたこともあり、31試合中9試合でセンターバックとして出場。Jリーグアウォーズでは、2年連続となるベストイレブンにも選出されるなど、チームのリーグ最少失点と連覇に大きく貢献した。

## エピソード
- 1歳年上の幼馴染である谷口彰悟とは、小学校、中学校、高校、大学が全て同じで、プロでの契約先も同じ川崎、更に日本代表候補にも同時に初選出されている。
- 大阪府枚方市にある弁当店・車屋とは特に親戚関係などではないが、名前が同一という理由で繰り返しコラボ企画を実施している。
- ｢車屋先生｣という愛称が生まれるほど、彼の圧倒的文章センスで綴られる公式ブログは、サポーター界隈で人気を博していた。当該ブログは｢ネタが底を尽きてしまい｣、2022年8月をもって惜しまれつつも閉鎖。しかし、唯一の公式SNSであるX（旧Twitter）の投稿には、相変わらず｢先生｣特有のキレ味が垣間見える。

## 所属クラブ
- タイケンスポーツクラブ熊本
- 太陽スポーツクラブ熊本
- 熊本ユナイテッドSC（熊本市立長嶺小学校）
- 熊本市立長嶺中学校
- 2008年 - 2010年 熊本県立大津高等学校
- 2011年 - 2014年 筑波大学
  - 2014年5月 - 同年12月  川崎フロンターレ（特別指定選手）
- 2015年 -  川崎フロンターレ

## 個人成績
| 国内大会個人成績 | 国内大会個人成績 | 国内大会個人成績 | 国内大会個人成績 | 国内大会個人成績 | 国内大会個人成績 | 国内大会個人成績                 | 国内大会個人成績 | 国内大会個人成績 | 国内大会個人成績 | 国内大会個人成績 | 国内大会個人成績 |
| 年度             | クラブ           | 背番号           | リーグ           | リーグ戦         | リーグ戦         | リーグ杯                         | リーグ杯         | オープン杯       | オープン杯       | 期間通算         | 期間通算         |
| 年度             | クラブ           | 背番号           | リーグ           | 出場             | 得点             | 出場                             | 得点             | 出場             | 得点             | 出場             | 得点             |
| 日本             | 日本             | 日本             | 日本             | リーグ戦         | リーグ戦         | リーグ杯                         | リーグ杯         | 天皇杯           | 天皇杯           | 期間通算         | 期間通算         |
| ---------------- | ---------------- | ---------------- | ---------------- | ---------------- | ---------------- | -------------------------------- | ---------------- | ---------------- | ---------------- | ---------------- | ---------------- |
| 2008             | 大津高           | 23               | -                | -                | -                | -                                | -                | 0                | 0                | 0                | 0                |
| 2011             | 筑波大           | 24               | -                | -                | -                | -                                | -                | 2                | 0                | 2                | 0                |
| 2012             | 筑波大           | 14               | -                | -                | -                | -                                | -                | 2                | 0                | 2                | 0                |
| 2013             | 筑波大           | 5                | -                | -                | -                | -                                | -                | 2                | 0                | 2                | 0                |
| 2014             | 筑波大           | 7                | -                | -                | -                | -                                | -                | 1                | 1                | 1                | 1                |
| 2014             | 川崎             | 31               | J1               | 2                | 0                | 0                                | 0                | -                | -                | 2                | 0                |
| 2015             | 川崎             | 20               | J1               | 30               | 0                | 5                                | 0                | 1                | 0                | 36               | 0                |
| 2016             | 川崎             | 20               | J1               | 30               | 1                | 5                                | 0                | 5                | 1                | 40               | 2                |
| 2017             | 川崎             | 7                | J1               | 34               | 0                | 3                                | 0                | 3                | 0                | 40               | 0                |
| 2018             | 川崎             | 7                | J1               | 31               | 0                | 0                                | 0                | 2                | 0                | 33               | 0                |
| 2019             | 川崎             | 7                | J1               | 27               | 0                | 5                                | 0                | 3                | 1                | 35               | 1                |
| 2020             | 川崎             | 7                | J1               | 22               | 1                | 3                                | 0                | 2                | 0                | 27               | 1                |
| 2021             | 川崎             | 7                | J1               | 31               | 1                | 1                                | 0                | 4                | 0                | 36               | 1                |
| 2022             | 川崎             | 7                | J1               | 19               | 1                | 1                                | 0                | 2                | 0                | 22               | 1                |
| 2023             | 川崎             | 7                | J1               | 19               | 1                | 4                                | 1                | 2                | 0                | 25               | 2                |
| 2024             | 川崎             | 7                | J1               | 3                | 0                | 1                                | 0                | 1                | 0                | 5                | 0                |
| 2025             | 川崎             | 7                | J1               |                  |                  |                                  |                  |                  |                  |                  |                  |
| 通算             | 日本             | 日本             | J1               | 248              | 5                | 28                               | 1                | 25               | 2                | 301              | 8                |
| 通算             | 日本             | 日本             | 他               | -                | -                | -                                | -                | 7                | 1                | 7                | 1                |
| 総通算           | 総通算           | 総通算           | 総通算           | 248              | 5                | 28\|\|\|1\|\|32\|\|3\|\|308\|\|9 |                  |                  |                  |                  |                  |

その他の公式戦
- 2016年
  - Jリーグチャンピオンシップ 1試合0得点
- 2018年
  - FUJI XEROX SUPER CUP 1試合0得点
- 2019年
  - FUJI XEROX SUPER CUP 1試合0得点

| 国際大会個人成績 | 国際大会個人成績 | 国際大会個人成績 | 国際大会個人成績 | 国際大会個人成績 |
| 年度             | クラブ           | 背番号           | 出場             | 得点             |
| AFC              | AFC              | AFC              | ACL              | ACL              |
| ---------------- | ---------------- | ---------------- | ---------------- | ---------------- |
| 2017             | 川崎             | 7                | 10               | 0                |
| 2018             | 川崎             | 7                | 4                | 0                |
| 2019             | 川崎             | 7                | 3                | 0                |
| 2021             | 川崎             | 7                | 4                | 0                |
| 2022             | 川崎             | 7                | 5                | 3                |
| 2023-24          | 川崎             | 7                | 1                | 0                |
| 通算             | AFC              | AFC              | 27               | 3                |

- 2014年は特別指定選手
- Jリーグ初出場 - 2014年11月29日 J1第33節 vsサンフレッチェ広島（等々力陸上競技場）
- Jリーグ初得点 - 2016年7月30日 J1.2nd第6節 vs湘南ベルマーレ（Shonan BMWスタジアム平塚）

## タイトル

### クラブ
川崎フロンターレ
- J1リーグ：4回（2017年、2018年、2020年、2021年）
- FUJI XEROX SUPER CUP：3回（2019年、2021年、2024年）
- Jリーグカップ：1回（2019年）
- 天皇杯 JFA 全日本サッカー選手権大会：2回（2020年、2023年）

### 代表
全日本大学選抜
- デンソーカップチャレンジサッカー（2011年）

### 個人
- 全国高等学校サッカー選手権大会 大会優秀選手（2010年）
- 関東大学サッカーリーグ戦1部 新人賞（2011年）
- デンソーカップチャレンジサッカー ベストイレブン（2011年）
- 関東大学サッカーリーグ戦1部 ベストイレブン（2013年）
- Jリーグ・優秀選手賞：3回（2016年 - 2018年）
- Jリーグベストイレブン：2回（2017年、2018年）

## 代表歴
- 国際Aマッチ初出場 - 2017年10月10日 キリンチャレンジカップ2017 vsハイチ代表（日産スタジアム）

### 出場大会
- 全日本大学選抜
  - デンソーカップチャレンジサッカー（2011年）
- ユニバーシアード日本代表
  - 第27回夏季ユニバーシアード（2013年）
- 日本代表候補
  - 代表候補合宿（2016年）
- 日本代表
  - 2017年 - EAFF E-1フットボールチャンピオンシップ2017

### 試合数
- 国際Aマッチ 4試合 0得点（2017年 - 2018年）

| 日本代表 | 国際Aマッチ | 国際Aマッチ |
| 年       | 出場        | 得点        |
| -------- | ----------- | ----------- |
| 2017     | 3           | 0           |
| 2018     | 1           | 0           |
| 通算     | 4           | 0           |

### 出場
| No. | 開催日         | 開催都市 | スタジアム                 | 対戦国                 | 結果 | 監督           | 大会                       |
| --- | -------------- | -------- | -------------------------- | ---------------------- | ---- | -------------- | -------------------------- |
| 1.  | 2017年10月10日 | 横浜     | 日産スタジアム             | ハイチ                 | △3-3 | ハリルホジッチ | キリンチャレンジカップ2017 |
| 2.  | 2017年12月9日  | 東京     | 味の素スタジアム           | 朝鮮民主主義人民共和国 | ○1-0 | ハリルホジッチ | EAFF E-1サッカー選手権2017 |
| 3.  | 2017年12月16日 | 東京     | 味の素スタジアム           | 韓国                   | ●1-4 | ハリルホジッチ | EAFF E-1サッカー選手権2017 |
| 4.  | 2018年9月11日  | 大阪     | パナソニックスタジアム吹田 | コスタリカ             | ○3-0 | 森保一         | キリンチャレンジカップ2018 |